# Барбьери, Марио
Марио Барбьери (итал. Mario Barbieri; 1 января 1888, Неаполь — 22 августа 1968, Генуя) — итальянский композитор и дирижёр.
Изучал композицию в неаполитанской консерватории Сан-Пьетро у Джузеппе Мартуччи и Камилло де Нардиса. С начала 1910-х гг. обосновался в Генуе, где стал одним из основателей Генуэзского молодёжного оркестра, а в 1934 г. основал также свой камерный ансамбль. На протяжении многих лет преподавал композицию в Генуэзском музыкальном лицее.
Наиболее ценной частью композиторского наследия Барбьери являются его пьесы для классической гитары; особенно значителен цикл прелюдий для гитары соло «Цветник» (итал. La serra; 1953). Ему принадлежит также корпус сочинений для органа, вокальные произведения (некоторые из них исполняла Магда Оливеро).